# Reinhold von Walter (Schriftsteller)

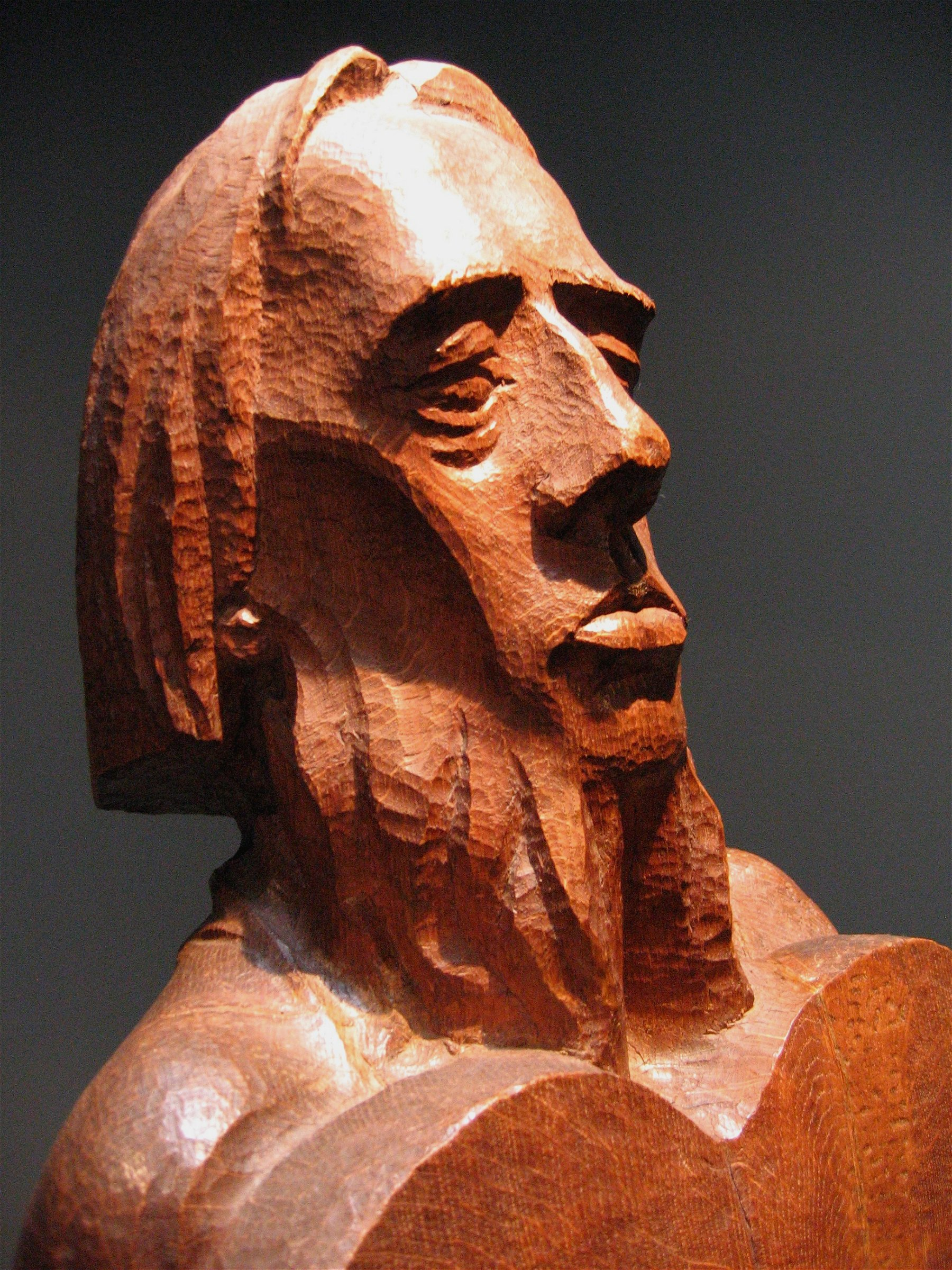
Moses von Ernst Barlach, mit den Gesichtszügen von Reinhold von Walter

Reinhold von Walter (russisch Роман Романович фон Вальтер; * 5. August 1882 in St. Petersburg; † 17. September 1965 in Ravensburg) war ein deutschbaltischer Schriftsteller und Übersetzer.

## Leben
Walters Vater, Reinhold Wilhelm von Walter (1840 – 1909), war von 1875 bis 1901 Pastor an der St. Katharinen-Kirche in St. Petersburg. 
Walter studierte von 1902 bis 1908 an der Kaiserlichen Universität Dorpat und schloss ein Theologie- und Philosophiestudium 1909 mit dem Staatsexamen ab. Er arbeitete als Lehrer und wurde Beamter. Nach dem Sturz des Zaren in der Februarrevolution 1917 emigrierte Walter im selben Jahr in das Deutsche Reich. Dort wohnte er die ersten Jahre in Berlin, ab 1926 in Köln.
Reinhold von Walter arbeitete u. a. mit dem Bildhauer Ernst Barlach zusammen, welcher einem seiner Werke (Moses) Walters Züge verlieh. Zudem schuf Barlach eine Reihe von Holzschnitten zu einem von Walter verfassten Gedicht.
Reinhold von Walter übersetzte eine Vielzahl russischer Werke ins Deutsche.

## Fotografische Darstellung von Walters
- Hugo Erfurth: Portrait Reinhold von Walter (um 1935)[2]